# Bridgham
Bridgham – wieś w Anglii, w hrabstwie Norfolk, w dystrykcie Breckland. Leży 38 km na południowy zachód od Norwich i 122 km na północny wschód od Londynu.
Miejscowość liczy 328 mieszkańców.